# Boat of Brig Tollhouse

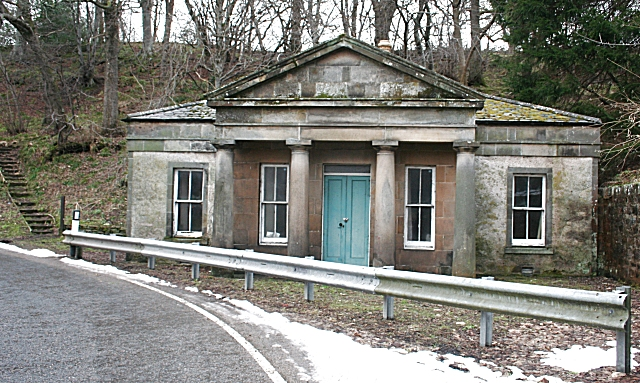
Boat of Brig Tollhouse, 2009

Boat of Brig Tollhouse ist ein ehemaliges Mauthaus nahe der schottischen Ortschaft Mulben in der Council Area Moray. 1972 wurde das Bauwerk in die schottischen Denkmallisten zunächst in der Kategorie B aufgenommen. Die Hochstufung in die höchste Denkmalkategorie A erfolgte 1988.

## Geschichte
Bereits seit dem Mittelalter befand sich am Standort eine Brücke über den Spey. An ihrer Ostseite stand das 1235 erstmals erwähnte St Nicholas’s Hospital, das aus der Brückenmaut finanziert wurde. Um 1830 wurde die mittelalterliche Brücke durch eine Stahlhängebrücke ersetzt. Für ihren Entwurf zeichnete Samuel Brown verantwortlich. Sie wurde wiederum 1956 durch eine moderne Brücke ersetzt.
Zur Erhebung der Brückenmaut wurde zur gleichen Zeit das Boat of Brig Tollhouse durch ein Mitglied des Clans Grant (Earls of Seafield) eingerichtet. Für den Entwurf zeichnete der schottische Architekt William Robertson verantwortlich. Das zwischenzeitlich aufgelassene Gebäude wurde 2008 in das Register gefährdeter denkmalgeschützter Bauwerke in Schottland aufgenommen. 2015 wurde sein Zustand als gut bei gleichzeitig hohem Risiko eingestuft.

## Beschreibung
Das Boat of Brig Tollhouse steht an der B9103 rund 3,5 Kilometer westlich von Mulben und 4,5 Kilometer von Rothes am rechten Speyufer an der Ostseite der Speyquerung. Nördlich quert der denkmalgeschützte Boat o’ Brig Railway Viaduct den Fluss. Obschon die Brückenmaut nur als bescheiden bezeichnet wurde, ist das Mauthaus aufwändig im klassizistischen Stil ausgestaltet.
Die nordexponierte Hauptfassade des eingeschossigen Gebäudes ist fünf Achsen weit. Zentral springt ein tetrastyler, dorischer Portikus mit tief ansetzendem Gebälk und Dreiecksgiebel hervor. Die Fassaden sind mit Harl verputzt, wobei Natursteindetails abgesetzt sind. Das flach geneigte Walmdach mit firstständigem Kamin ist mit Schiefer eingedeckt. Der Innenraum ist in zwei Räume unterteilt.